# 埃施青年體育俱樂部
埃施青年足球俱樂部（Jeunesse Esch）是盧森堡的一家足球俱樂部。主場位於阿爾澤特河畔埃施。球隊參加盧森堡國家足球聯賽的賽事。